# Landesstelle für Museen Baden-Württemberg

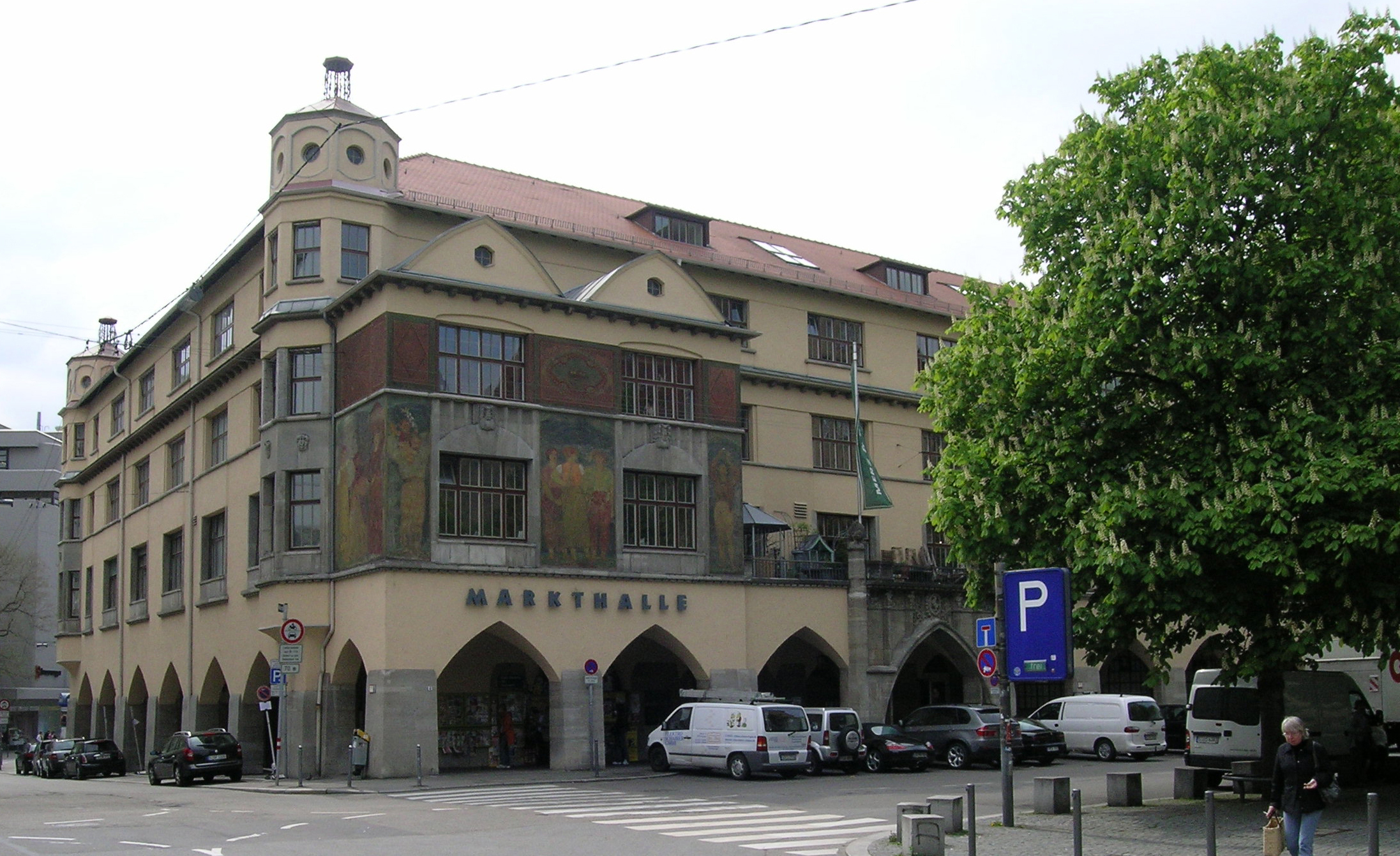
Die Landesstelle hat ihren Dienstsitz in der Stuttgarter Markthalle von Martin Elsässer

 Die Landesstelle für Museen Baden-Württemberg (ehemals Landesstelle für Museumsbetreuung) unterstützt die nichtstaatlichen Museen, Sammlungen und musealen Einrichtungen in Baden-Württemberg bei der Erfüllung ihrer Aufgaben mit dem Ziel, auf eine gut strukturierte, lebendige und besucherfreundliche Museumslandschaft hinzuwirken.

## Die Landesstelle
Die Landesstelle für Museen (LfM) ist die zentrale Servicestelle des Landes Baden-Württemberg für die mehr als 1.200 nichtstaatlichen Museen. Sie unterstützt und berät die Museen und ist die fachliche Ansprechpartnerin für staatliche und nichtstaatliche Verwaltungen bei Fragen zum Museumswesen. In ihrer heutigen Form besteht die Landesstelle für Museen seit 1979, nachdem die Aufgaben der Museumsbetreuung vom Landesdenkmalamt an das Landesmuseum Württemberg übertragen worden waren. Sie ist zuständig für die Vergabe der Landeszuschüsse an die kommunalen und privatrechtlichen Museen. Die Landesstelle für Museen ist organisatorisch dem Landesmuseum Württemberg in Stuttgart zugeordnet und unmittelbar dem Ministerium für Wissenschaft, Forschung und Kunst Baden-Württemberg unterstellt.

## Aufgaben

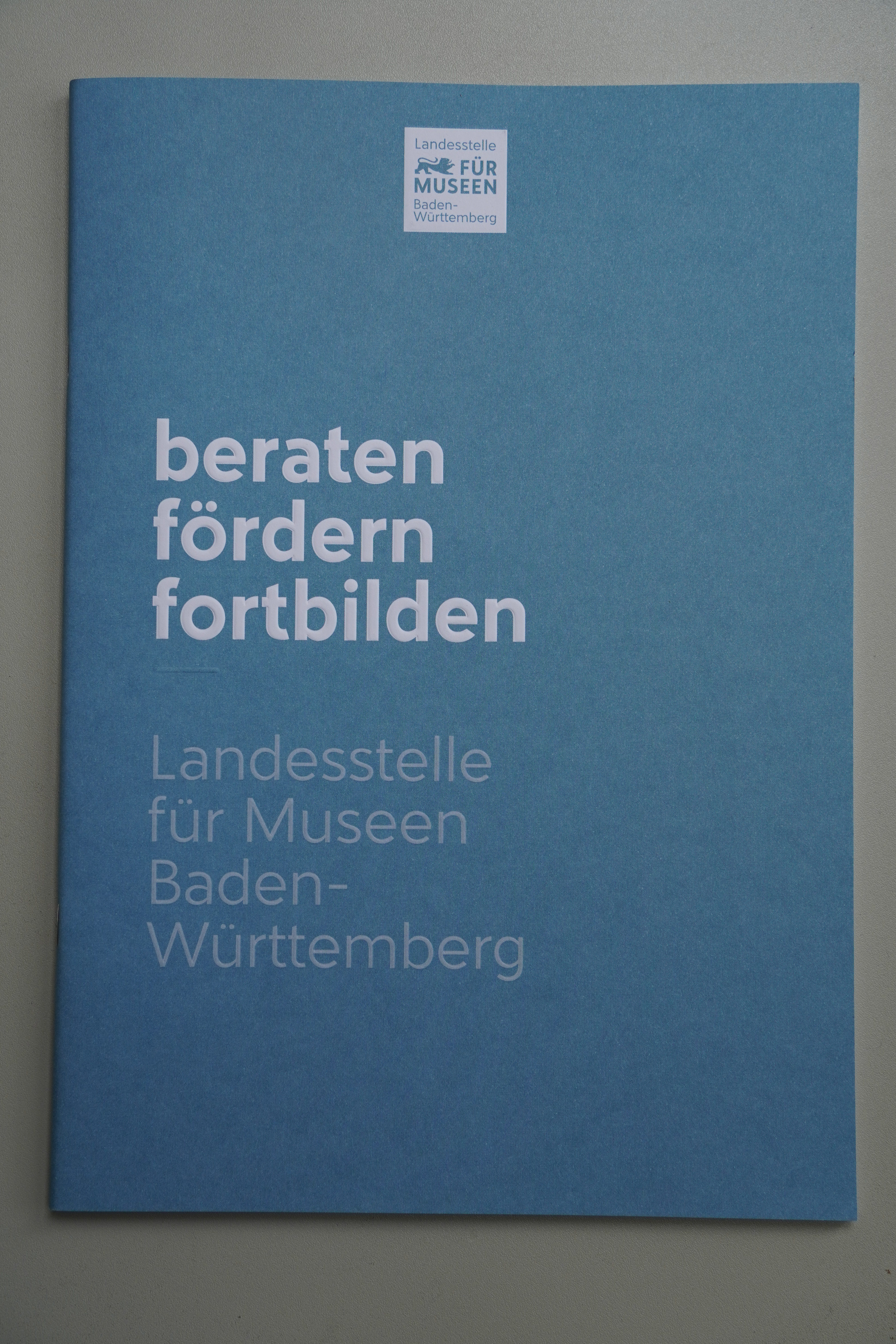
Image-Broschüre der Landesstelle für Museen Baden-Württemberg (2025)

Die Landesstelle für Museen hat drei Kernaufgaben: Fördern, Beraten und Weiterbilden.

### Beraten
Die museumsfachliche Beratung der Landesstelle für Museen ist grob in fünf Themenbereiche untergeordnet:
- Umgang mit der Sammlung, konservatorisch, strategisch und inhaltlich konzeptuell
- Museumsmanagement
- Ausstellungswesen
- Kommunikation und Vermittlung
- Publikumsorientierung

Aktuelle Entwicklungen im Museumswesen werden durch kontinuierlichen Austausch und Kooperation mit den Beratungsstellen anderer Bundesländer, dem Deutschen Museumsbund, dem Institut für Museumsforschung sowie dem International Council of Museums (ICOM) aufgenommen und implementiert.

### Fördern
Das Land Baden-Württemberg vergibt über die Landesstelle für Museen finanzielle Fördermittel zur Unterstützung nichtstaatlicher Museen. Förderberechtigt sind kommunale Körperschaften, private gemeinnützige Träger sowie private Einrichtungen, sofern ein öffentliches Interesse durch kommunale Förderung nachgewiesen wird. Die bereitgestellten Mittel dienen insbesondere der Restaurierung und Erhaltung musealer Sammlungen.
Zusätzlich erfahren die sieben regionalen Freilichtmuseen Baden-Württembergs sowie deren Arbeitsgemeinschaft Die Sieben im Süden eine besondere finanzielle Unterstützung. Darüber hinaus gewährt die Landesstelle sowohl institutionelle Förderungen als auch projektbezogene Zuschüsse an den Museumsverband Baden-Württemberg e. V.

### Weiterbilden: Die Museumsakademie Baden-Württemberg

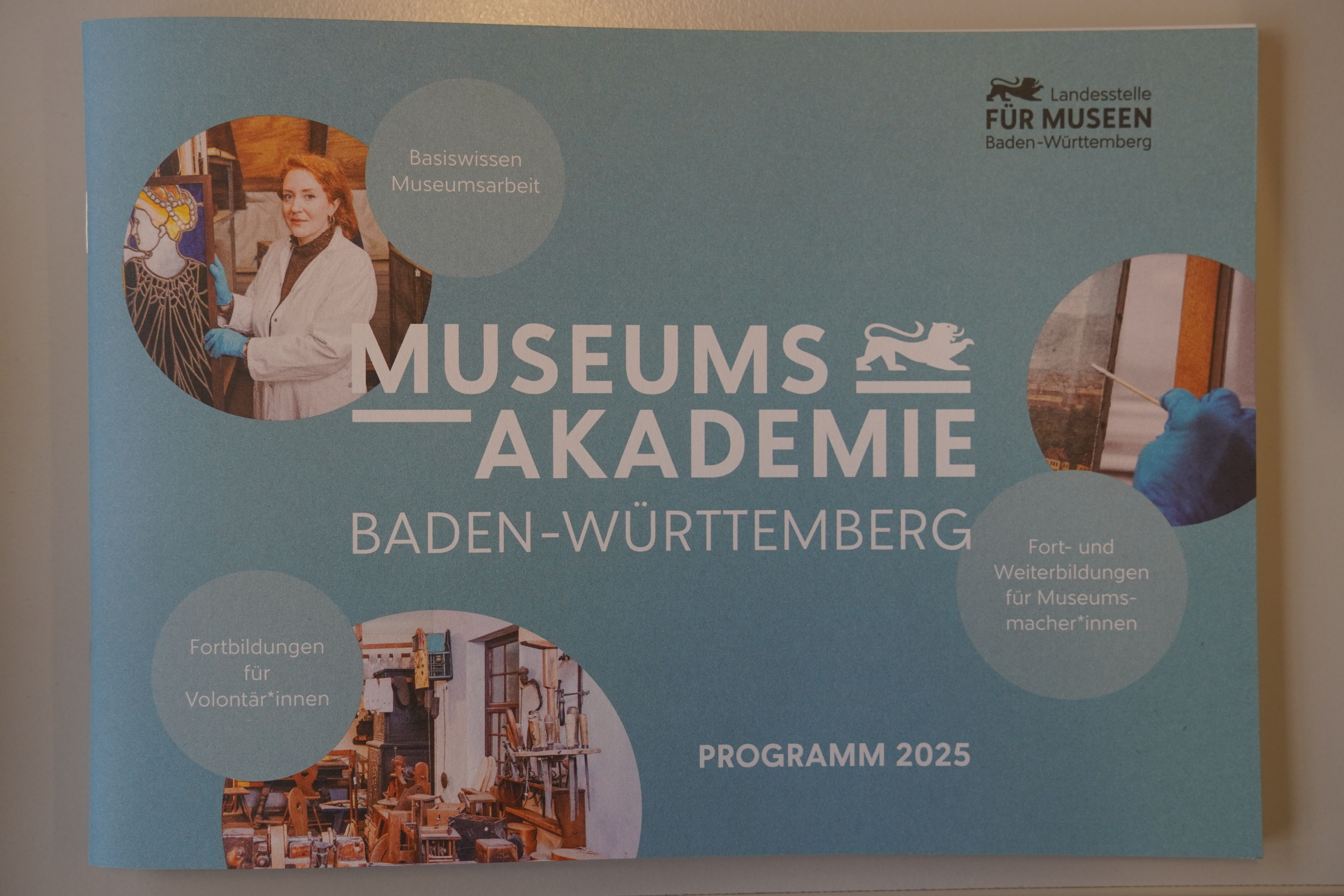
Programmheft der Museumsakademie Baden-Württemberg (2025)

2022 gründete die Landesstelle für Museen die Museumsakademie Baden-Württemberg. Die Servicestelle bietet allen haupt- und ehrenamtlichen Mitarbeitenden der baden-württembergischen Museen ein Programm zur Kompetenzerweiterung. Neben Fort- und Weiterbildungsangeboten organisiert die Museumsakademie Fachtagungen und agiert im Netzwerk mit dem Museumsverband Baden-Württemberg e. V., der Medien- und Filmgesellschaft Baden-Württemberg und der Pädagogischen Hochschule Ludwigsburg. Die Museumsakademie ist Austrägerin und Organisatorin der Landesvolontariatstagungen, die zentrale Weiterbildungsqualifikation der wissenschaftlichen Volontärinnen und Volontäre an den Museen in Baden-Württemberg.
2025 umfasst das Programm der Landesstelle ca. 50 Eigenveranstaltungen, darunter 12 Tagesworkshops und drei Tagungen. 2024 waren es 960 Teilnehmende in insgesamt 99 Veranstaltungen, darunter 49 Eigenveranstaltungen.
Der Museumsakademie sind zwei ganzjährige Programme angeschlossen: Die jährliche Ausschreibung des Coachingprogramm Sammlungspflege legt den Fokus auf die Sammlungsarbeit. Das neue Mentoringprogramm fördert junge Leitungskräfte in den Museen.

## Das Museumsportal Baden-Württemberg
Seit 2024 betreibt die Landesstelle das offizielle Museumsportal Museen in BW. Hier werden über 1.200 Museen und museumsähnliche Einrichtungen wie ständige Ausstellungen und Gedenkstätten mit den wichtigsten Besuchsinformationen veröffentlicht. Das Museumsportal wird um einem Ausstellungskalender ergänzt. Hier werden aktuell laufende und zukünftige, bereits angekündigte Sonderausstellungen angezeigt. Beide Portale sind miteinander verknüpft, eine verkettete Filterfunktion ermöglicht die Auswahl nach Schwerpunkten, Themen oder Regionen.
Vorläufer des Museumsportals Museen in BW war das Angebot netmuseum der Landesstelle, dass von 1999 bis 2024 bestand.

## Publikationen
- Landesstelle für Museen (Hrsg.): Nachhaltig Ausstellen - Ein Leitfaden für Museen. Stuttgart 2025, ISBN 978-3-00-080956-9 (landesstelle.de [PDF; abgerufen am 10. April 2025]).
- Landesstelle für Museumsbetreuung (Hrsg.): Museen in Baden-Württemberg. 7. Auflage. Theiss, Stuttgart 2018, ISBN 978-3-8062-2629-4.